# Henriette Stahl
Pour les articles homonymes, voir Stahl.
Henriette Stahl est une romancière et traductrice roumaine née le 9 janvier 1900 à Saint-Avold (alors dans le district de Lorraine de l'Empire allemand) et morte le 24 mai 1984 à Bucarest. Bien que née à Saint-Avold, elle passera sa vie en Roumanie. Elle a écrit neuf romans, deux recueils de nouvelles, un livre de vers. Elle a traduit « dix œuvres appartenant à huit écrivains étrangers »,.

## Biographie
Henriette Stahl est apparentée à : Henri Stahl (en), son père, un sténographe, auteur et historien connu, Henri H. Stahl (en), son frère, un sociologue, et son demi-frère, de six ans son aîné, Gaston Bœuve, journaliste, homme politique, ambassadeur de Roumanie en Suisse, sous le nom de Șerban Voinea (no).
Blanche Bœuve, sa mère, née en 1874 à Argentan, est venue à Bucarest pour enseigner le français dans un internat dirigé par Irma Stahl, la mère d'Henri Stahl. Elle a trois ans de plus qu'Henri et elle a un fils d'une relation antérieure. Blanche et Henri tombent amoureux. C'est un scandale pour la mère d'Henri, la baronne de Stahl, qui trouve intolérable la situation. Lorsque Blanche Bœuve tombe enceinte, la baronne la congédie. Blanche retourne en France, à Saint-Avold en Lorraine, où elle donne naissance à Henriette le 9 janvier 1900. Les médecins prédisent à sa mère que l'enfant sera « non viable » et Henriette, dès sa naissance, est une enfant de faible constitution.
La séparation imposée par Irma Stahl et la non-viabilité  possible d'Henriette inquiètent Henri Stahl. Ce dernier menace sa mère de se suicider si la situation persiste. Irma Stahl plie et en 1901, Blanche Bœuve retourne à Bucarest avec Henriette. Henri Stahl se marie légalement avec elle en 1901. Henriette devient citoyenne roumaine. Le frère d'Henriette, Henri H. Stahl, naît en 1901.
La santé fragile d'Henriette Stahl ralentit son développement pendant l'enfance et l'adolescence et elle entre à l'école deux ans plus tard que les autres enfants. Elle est incapable de lire avant l'âge de neuf ans. Son père dit d'elle qu'elle a l'air demeuré : « And yet she does seem to be an idiot… ». À l'école, elle est une mauvaise élève, selon ses propres dires.
Le père d'Henriette, Henri Stahl, est conscrit dans les Forces roumaines terrestres en 1916. Pendant ce temps, Blanche et ses enfants vivent dans Bucarest occupée. Le père d'Henriette rentre de la guerre en 1918. Il est accompagné d'un homme qui lui a sauvé la vie, un paysan nommé Iordache Dumitru (sa femme va devenir le personnage principal du roman Voica). Âgée de dix-huit ans, Henriette, de santé fragile, séjourne à la campagne. C'est là qu'elle prend conscience de la vie réelle des paysans, ce qui alimentera son roman Voica.
À l'âge de vingt ans, Henriette Stahl commence à écrire de la poésie en prose. Elle publie en 1921 dans la revue Flacăra (en), un poème en prose.
Elle entre au Conservatoire d'art dramatique de Bucarest où elle étudie de 1922 à 1925. Elle fait partie de la classe de Ion Livescu, un célèbre acteur et metteur en scène roumain. Lorsqu'elle joue dans un spectacle de fin d'année, son passage sur les planches est remarqué dans la revue Rampa (ro): « un nouveau et véritable talent. »
Au commencement de sa carrière, elle écrit en roumain et en français. Sa mère l'oblige à choisir la langue dans laquelle Henriette veut écrire : « She chooses Romanian even though no Romanian blood runs through her veins. » Le roman Voica paraît d'abord dans le magazine littéraire mensuel Viaţa Românească (en). Le critique littéraire Garabet Ibrăileanu, commente ainsi cette parution : « Voica est l'un des meilleurs roman de la littérature roumaine avec pour sujet la vie du pays. » En 1924, le roman Voica reçoit le prix pour les écrivains en prose de la Societăţii Scriitorilor Români. C'est à ce moment que Henriette Stahl prend une décision majeure : prendre au sérieux son talent littéraire et de se consacrer à son écriture.
Au cours de sa vie et à des périodes différentes, elle est la partenaire de deux auteurs roumains célèbres : Vinea et Dumitriu, tous les deux trouvant en Henriette un encouragement pour leur talent et une formidable critique. À trente ans, alors qu'elle est actrice au Théâtre national de Bucarest, elle rencontre Ion Vinea, âgé de trente-cinq ans. Elle se mariera avec lui et leur histoire durera de 1931 à 1944. Parce qu'il est jaloux, Vinea garde Henriette isolée de la vie et de la société dans leur maison à Brasov. « Elle partage sa passion pour les drogues dures qui lui inspirent d'écrire des romans modernes violents, ce qui lui vaudra la censure de ses romans et elle sera bannie de publications pendant environ dix ans ». En 1945, âgée de quarante-cinq ans, elle fait la rencontre du poète communiste Petru Dumitriu qui est alors âgé de vingt-et-un ans. Cette relation — officialisée — durera dix ans et la protégera du système à cause de l'alliance de Dumitriu avec le régime. Après leur séparation, elle continue à le voir.
Même si la maladie l'accompagne toute sa vie, cela ne lui évitera pas les prisons communistes. En effet, huit mois après que Petru Dumitriu eut fui clandestinement la Roumanie (1960), elle est arrêtée et interrogée pour savoir ce qu'elle connaissait de cette fuite.« Elle sera détenue pendant quelques mois et on l'obligera à admettre qu'elle était le nègre littéraire de Petru Dumitriu alors que ce n'était pas le cas. Elle sera finalement relâchée. » Elle aura été emprisonnée pendant plus d'un an. Lors de sa détention, sa santé se détériore et elle souffre de maladie cardiaque. À sa sortie de prison, elle est à nouveau interdite d'écriture pendant trois ans.
En 1967, elle se rend à Paris pour la publication de son livre Entre le jour et la nuit, aux éditions du Seuil et retourne en Roumanie en déclarant qu'elle est roumaine et qu'elle refuse de renoncer à sa citoyenneté roumaine en faveur d'une citoyenneté française.
Elle devient une représentante importante de la littérature de l'entre-deux-guerres en Roumanie. « Entre 1924-1981, elle a publié plusieurs romans et nouvelles, menant parallèlement une prestigieuse activité de traductrice.»
Tout au long de sa carrière, elle reçoit de nombreux prix littéraires en France comme en Roumanie, comme le prix Femina Vacaresco pour Matusa Matilda.

## L'œuvre
Les nouvelles et romans d'Henriette Stahl ont été écrits à différentes époques de sa vie, entre l'âge de vingt ans et celui de quatre-vingt. Fervente admiratrice de Fiodor Dostoïevski, elle est une créatrice unique à cause de ses origines françaises et de sa citoyenneté roumaine. « Si ses premiers écrits représentent l'exploration social/psychologique des caractères humains ses travaux dans les années 1930 amènent une nouvelle orientation ». Selon la chercheuse au Gheorghe Sincai Institute for Social Sciences and the Humanities of the Romanian Academy, Carmen Andras, ce changement de philosophie serait le fruit, entre autres, des enseignements de Jean Klein sur la philosophie hindouiste Advaïta védanta. « Her first suprasensible experience of freedom, ecstasy and pure bliss took place in 1933 and influenced her subsequent writings. » Casa Albă (La maison blanche), une nouvelle publiée en 1940 marque réellement ce changement dans sa création autant littéraire que philosophique.
Henriette Stahl déclare dans une entrevue : « … the whole Being, from atom to cosmos, is organized through laws of progressive harmony, where man has the freedom to move according to his possible means of orientation... », et : « Metaphysical or philosophical problems were, in my point of view real life problems. »

## Œuvres
- Voica, 1924 (nouvelle)
- Mătușa Matilda, 1931 (recueil de nouvelles)
- Steaua Robilor, 1934
- Între zi și noapte, (Entre le jour et la nuit), 1942
- Marea bucurie, (Grande joie), 1946
- Fratele meu, omul, (Mon frère, l'Homme), 1965
- Nu mă călca pe umbră, (Ne marche pas sur mon ombre), 1969
- Orizont, linie severă, 1970
- Pontiful, (Le Pontife), 1972
- Lena, fata lui Anghel Mărgărit, 1975
- Drum de foc, 1981
- Martorul eternității, (Le témoin de l'éternité), 1995[note 3]

### Œuvres traduites par l'autrice elle-même
- Entre jour et nuit, Seuil, 1969
- Le témoin de l'éternité, Caractères, 1975
- Horizon, ligne sévère, L'Athanor, 1976

## Autres œuvres traduites
- Voica traduit en français et publié dans les numéros 1 à 4 de la revue La Courte Paille, dirigée par Henri Poulaille et Henri Philippon, 1932.

### Traductions par Henriette Stahl
- Eugène Sue, Misterele Parisului, Bucarest, 1942
- Marcel Brion, Laurentiu Magnificul, Bucarest, 1943
- Paul Brunton, India secretă, 1946
- André Maurois, Drămuitorul de suflete, 1946
- Emily Brontë, La ràscruce de vânturi, Bucarest, 1959
- John Galsworthy, Forsyte Saga, Bucarest, 1958
- Ivan Tourgueniev, Opere, IX, Bucarest, 1958
- John Galsworthy, Comedia modernă, 1971
- John Galsworthy, Maimuţa albă, 1971
- John Galsworthy, Lingura de argint, 1992
- Rabindranath Tagore, Gora, 1965
- Murasaki Shikibu, Genji, 1969